# Kavalga Island
Kavalga Island ist eine kleine Insel der Delarof Islands, einer Inselgruppe im Westen der Andreanof Islands, die im Südwesten der Aleuten liegen. Die etwa 9 km lange und 40 m hohe Insel soll die Heimat von Echten Erdhörnchen (Marmotini) und Seevögeln werden.